# Hepatica nobilis
Hepatica nobilis (Schreb., 1771), comunemente nota come erba trinità, è una piccola pianta erbacea, primaverile, appartenente alla famiglia delle Ranunculaceae, originaria di Europa continentale e Siberia.

## Tassonomia
Il genere Hepatica è un piccolo gruppo di piante comprendente circa una decina di specie, una sola delle quali (quella di questa scheda) appartenente alla flora spontanea italiana. La famiglia delle Ranunculaceae invece comprende oltre 2500 specie distribuite su 58 generi.

Inizialmente questa specie, ad opera di Linneo (nel 1735), venne catalogata come Polyandria polygynia. Vent'anni più tardi però, lo stesso Linneo, la trasferì al genere Anemone chiamandola Anemone hepatica. Per molto tempo quindi la specie di questa scheda rimase nel genere Anemone, sezione Hepatica. Solo più tardi, insieme ad altre due specie (Hepatica acutiloba e Hepatica angulosa), venne “promossa” in un genere tutto suo: Hepatica.

Secondo gli ultimi studi di filogenetica il genere Hepatica, e quindi anche la pianta di questa scheda, dovrebbe essere inclusa come una sezione nel genere Anemone.

### Variabilità
La variabilità di questa specie si manifesta attraverso i seguenti caratteri:
- il colore dei petali (è un carattere che viene trasmesso geneticamente);
- la dimensione dei fiori;
- il colore delle foglie nella pagina inferiore (violetto o verde).

Nell'elenco che segue sono indicate alcune varietà e sottospecie (l'elenco può non essere completo e alcuni nominativi sono considerati da altri autori dei sinonimi della specie principale o anche di altre specie):
- Hepatica nobilis Schreb. fo. lutea Kadota
- Hepatica nobilis Schreb. fo. pubescens (M.Hiroe) Kadota
- Hepatica nobilis Schreb. var. acuta (Pursh) Steyermark (1960) (sinonimo = Anemone acutiloba (DC.) G. Lawson)
- Hepatica nobilis Schreb. var. asiatica (Nakai) H. Hara (1952) (sinonimo = Anemone hepatica var. asiatica (Nakai) H. Hara)
- Hepatica nobilis Schreb. var. japonica Nakai
- Hepatica nobilis Schreb. var. obtusa (Pursh) Steyermark (1960) (sinonimo = Anemone americana (DC.) H. Hara)
- Hepatica nobilis Schreb. var. pyrenaica (sinonimo = H. pyrenaica)
- Hepatica nobilis Schreb. var. pubescens (sinonimo = H. pubescens)
- Hepatica nobilis Schreb. var. hispanica Willk. & Lange. : si trova in Corsica; i fiori sono più piccoli (diametro di 1,5 – 2,2 cm) e le foglie sono tutte verdi.
- Hepatica nobilis Schreb. var. nobilis : è la specie più comune in Europa.

### Sinonimi
La specie di questa scheda ha avuto nel tempo diverse nomenclature. L'elenco che segue indica alcuni tra i sinonimi più frequenti:
- Anemone angulosa auct., non Lam.
- Anemone hepatica L.
- Hepatica alba Miller (1768)
- Hepatica anemonoides Vest (1805)
- Hepatica nobilis Miller (1768)
- Hepatica plena Miller (1768)
- Hepatica triloba Chaix (1785)
  - var. picta G. Beck (1890)

## Etimologia
Il nome generico (Hepatica) venne introdotto dal botanico scozzese Philip Miller (Chelsea, 1691 – Chelsea, 1771) in una pubblicazione del 1754 e deriva dal greco antico “hèpar” oppure ”hèpatos” (= fegato), nome derivato dalla forma particolare delle foglie ma anche dal colore della pagina inferiore delle foglie stesse.

L'epiteto specifico (nobilis) deriva dal latino (= notabile, noto, conosciuto), probabilmente per la “notorietà” che questa pianta aveva nel passato per le sue supposte proprietà farmacologiche. Inoltre non va dimenticato l'antico concetto della “Signatura” (principio delle affinità formali) col quale si collegava certi effetti terapeutici sul fegato con il colore della pagina inferiore delle sue foglie.

Il nome comune "erba trinità" deriva dal Medioevo in quanto negli affreschi di carattere religioso spesso le foglie di questa pianta servivano a simboleggiare uno dei dogmi cristiano-cattolici relativi alla natura di Dio.

Il binomio scientifico attualmente accettato (Hepatica nobilis) è stato proposto dal naturalista germanico Johann Christian Daniel von Schreber (Weißensee, Turingia, 1739 — Erlangen, 1810) in una pubblicazione del 1771.

In lingua tedesca questa pianta si chiama Leberblümchen; in francese si chiama Hépatique à trois lobes ; in inglese si chiama: Liverleaf.

## Morfologia

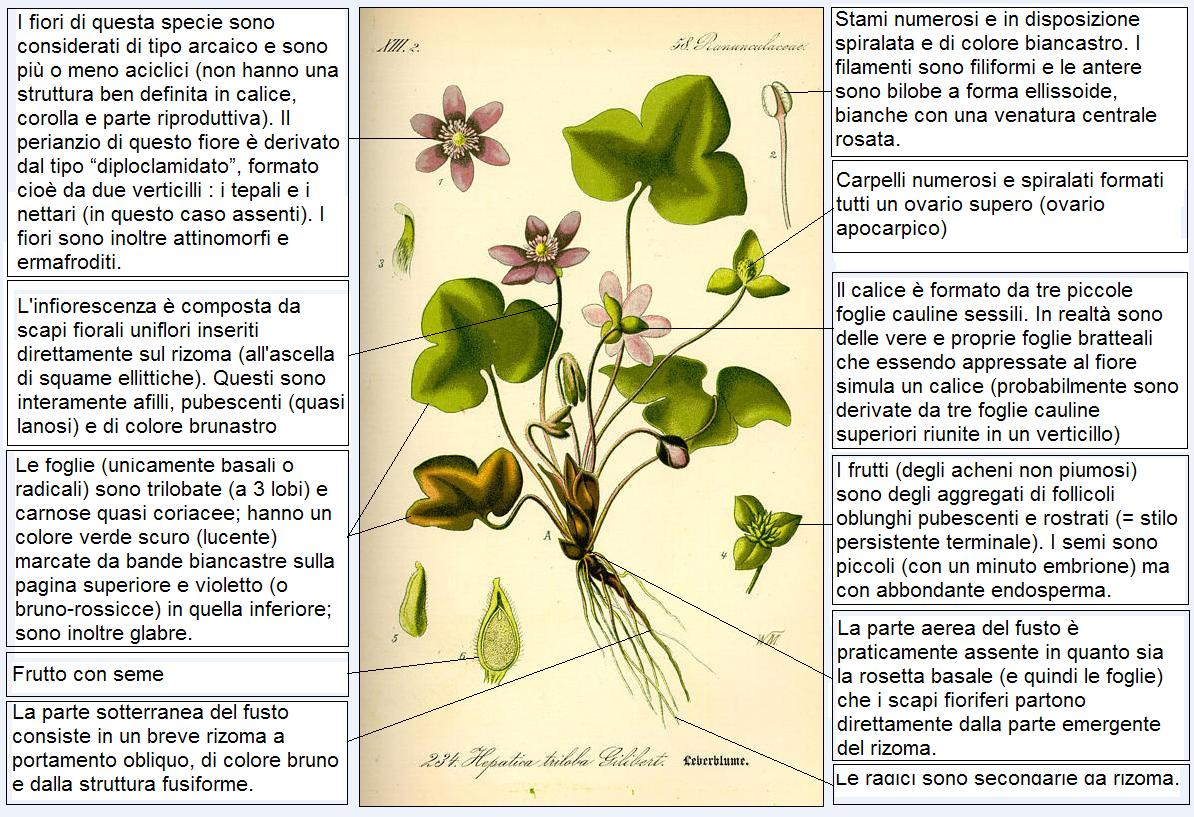
Descrizione delle parti della pianta

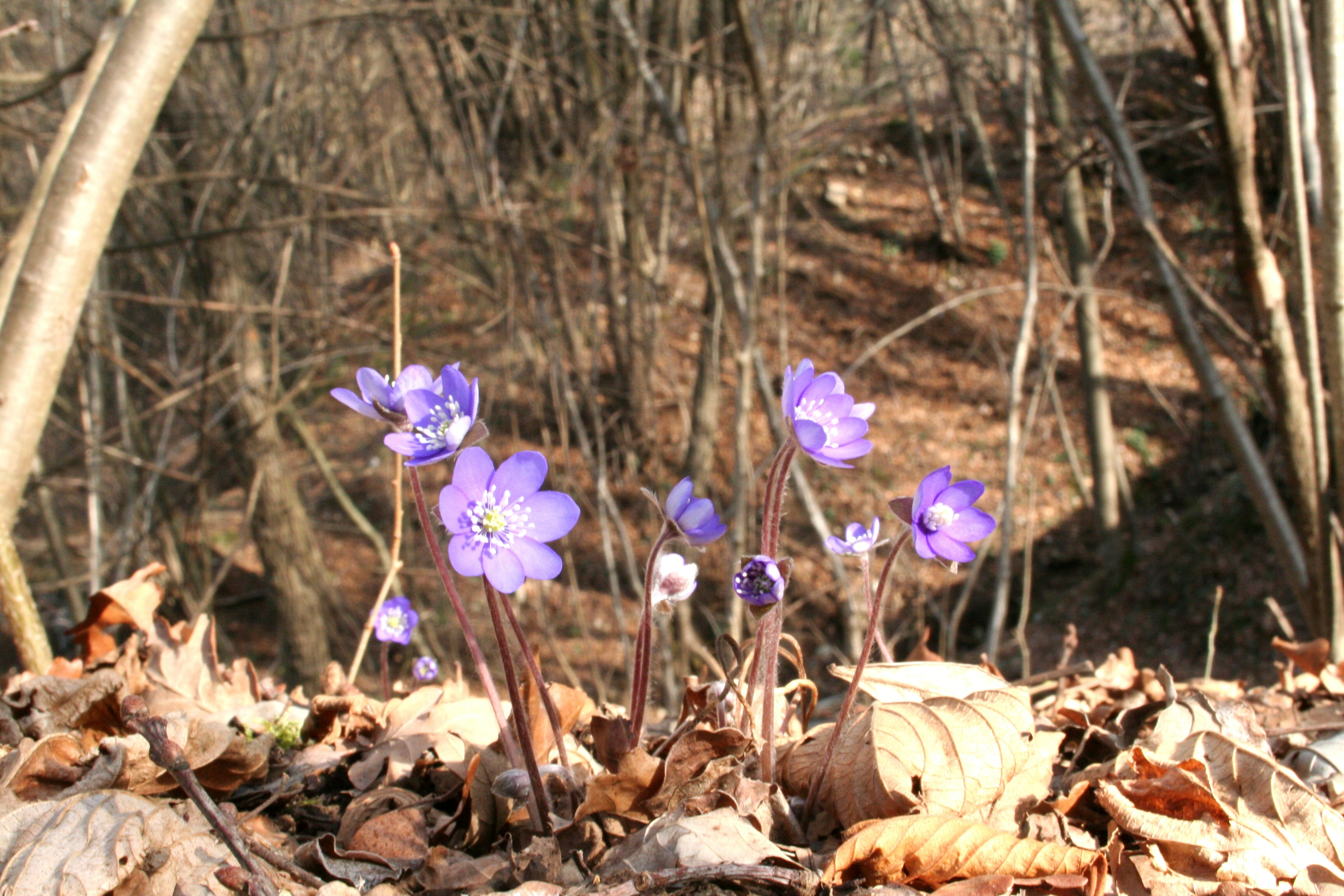
Il portamento
Località : Casteldardo, Trichiana (BL), 389 m s.l.m. - 28/02/2007

L'erba trinità è una pianta perenne, alta dai 5 ai 15 cm. L'apparato principale di questa pianta è quello radicale rizomatoso dal quale si sviluppa completamente tutta la pianta. La forma biologica è geofita rizomatosa (G rhiz), ossia sono piante con organi sotterranei portanti gemme, dotate di rizoma, un fusto sotterraneo dal quale, ogni anno, si dipartono radici, foglie e scapi fioriferi. Queste piante contengono diversi alcaloidi della benzilisochinolina.

### Radici
Le radici sono secondarie da rizoma.

### Fusto
- Parte ipogea: la parte sotterranea del fusto consiste in un breve rizoma a portamento obliquo, di colore bruno e dalla struttura fusiforme. Il rizoma di Hepatica nobilis è dotato di una lenta crescita clonale (circa 0,5 cm/anno) e le parti più vecchie muoiono progressivamente dopo 5-20 anni.
- Parte epigea: la parte aerea del fusto è praticamente assente in quanto sia la rosetta basale (e quindi le foglie) che gli scapi fioriferi partono direttamente dalla parte emergente del rizoma.

### Foglie

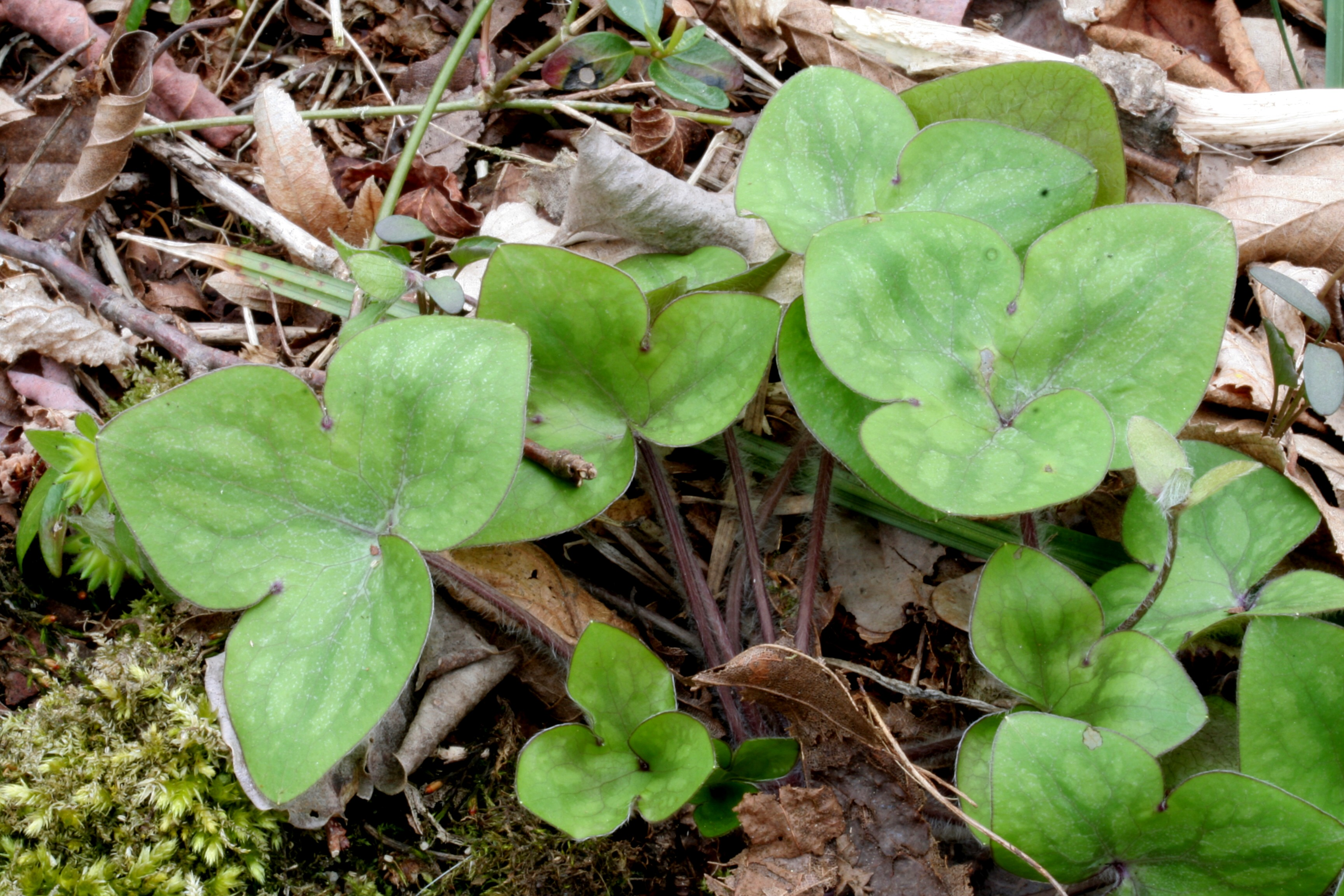
Le foglie
Località : Pasa, Sedico (BL), 356 m s.l.m. - 02/04/2008

Le foglie (unicamente basali o radicali) sono trilobate (a 3 lobi) e carnose quasi coriacee; hanno un colore verde scuro (ma lucente) marcate da bande biancastre sulla pagina superiore e violetto (o bruno-rossicce) in quella inferiore; il margine è inoltre bordato e più scuro; sono inoltre glabre. Sono lungamente picciolate; quest'ultimo è di colore brunastro e pubescente come gli scapi fiorali. Le foglie sono persistenti (anzi generalmente appaiono dopo la fioritura) e rimangono verdi anche durante l'inverno. Lunghezza del picciolo: 5 – 15 cm. Dimensioni delle foglie: larghezza 7 – 9 cm; lunghezza 5 – 6.

### Infiorescenza
L'infiorescenza è composta da scapi fiorali uniflori inseriti direttamente sul rizoma (all'ascella di squame ellittiche). Questi sono interamente afilli, pubescenti (quasi lanosi) e di colore brunastro. Lunghezza degli scapi: 5 – 15 cm.

### Fiore

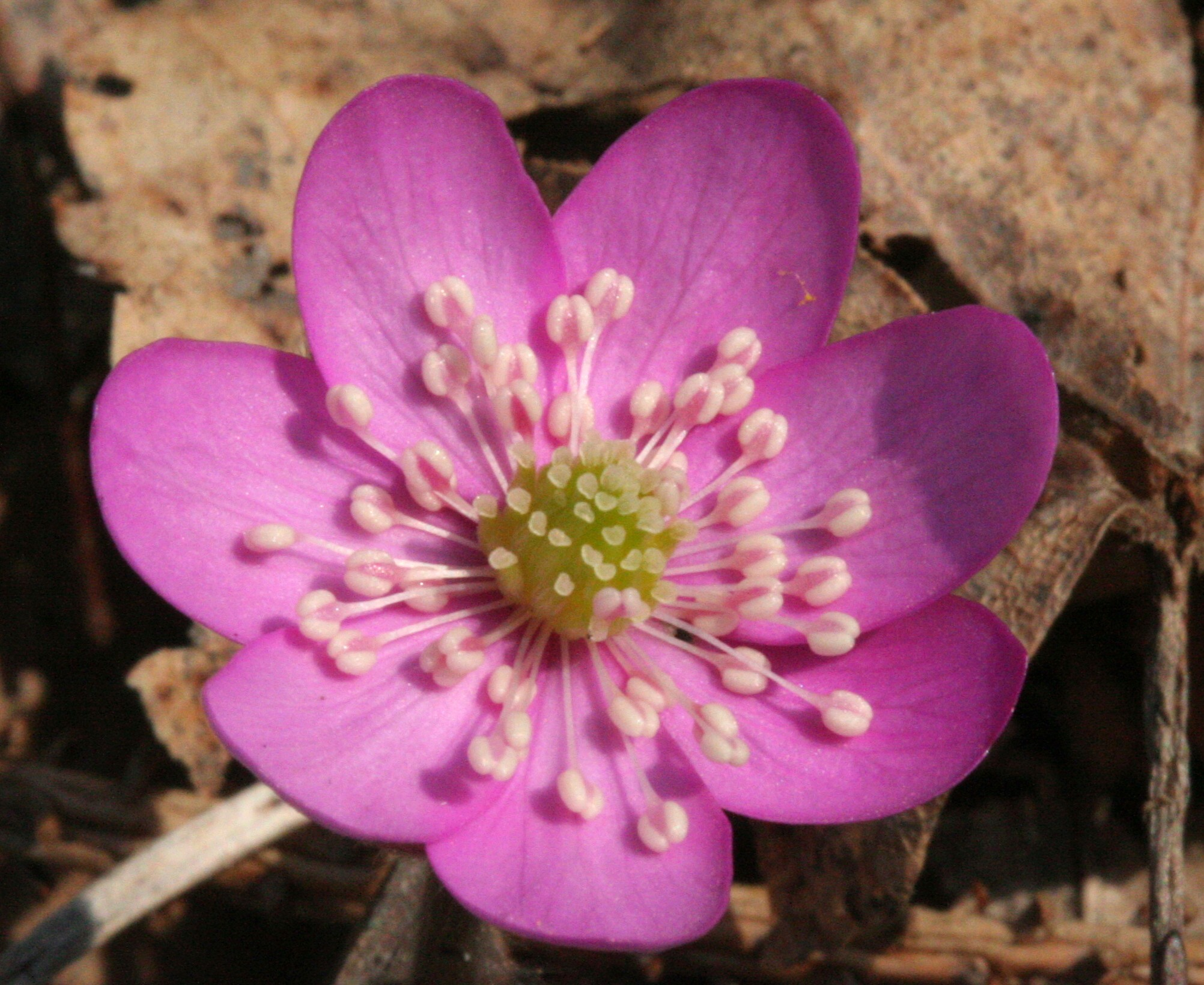
Il fiore
Località : Le Laste, Limana (BL), 661 m s.l.m. - 07/04/2009

I fiori di questa specie sono considerati di tipo arcaico e sono più o meno “aciclici” (non hanno una struttura ben definita in calice, corolla e parte riproduttiva). Il perianzio(o anche più esattamente il perigonio) di questo fiore è derivato dal perianzio di tipo “diploclamidato”, formato cioè da due verticilli: i tepali e i nettari (che in questo caso specifico sono assenti). I fiori sono inoltre attinomorfi e ermafroditi. Diametro dei fiori: 20 – 30 mm.
- Formula fiorale:

* K 3, C 6-10, A molti, G 1-molti (supero)

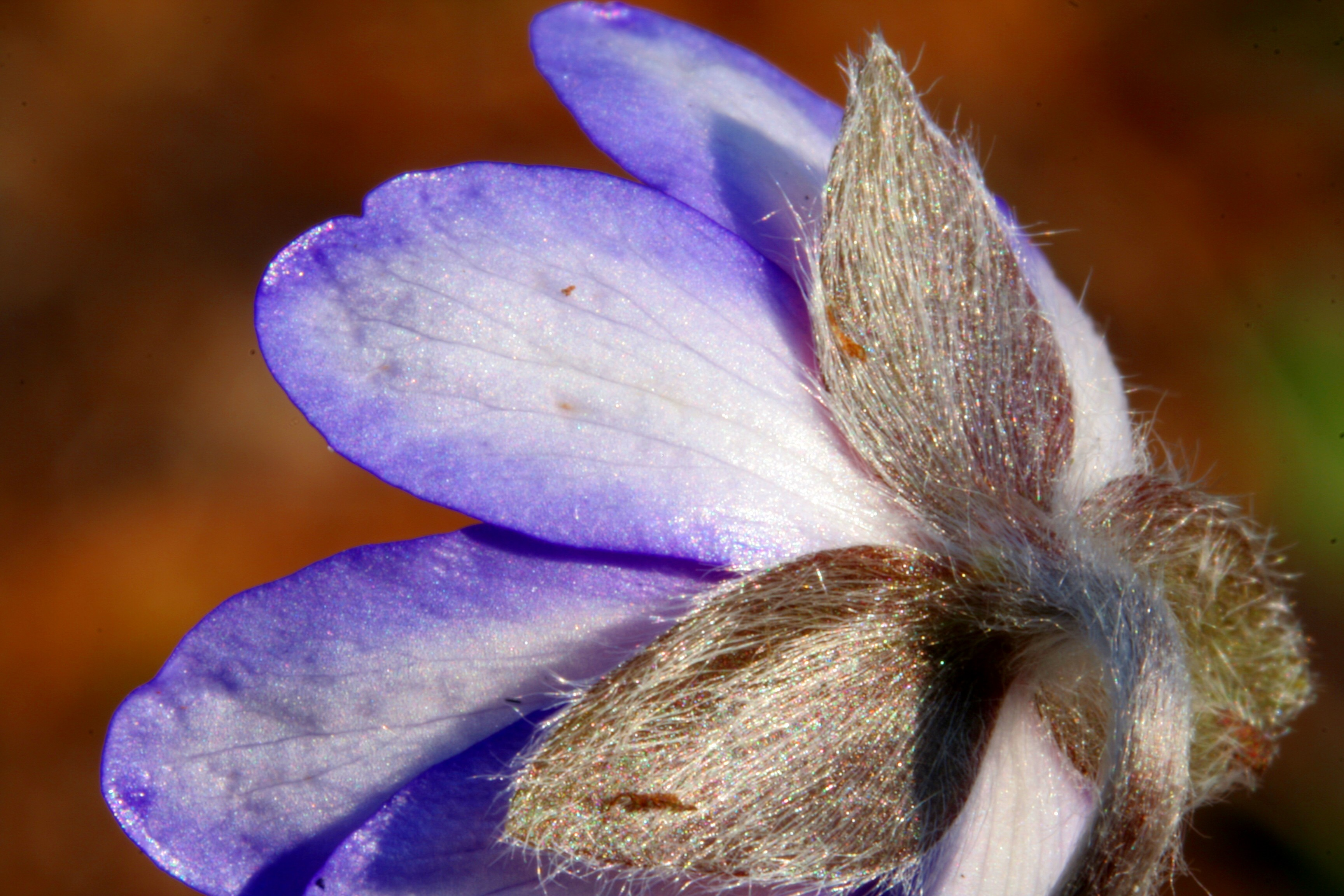
Il calice
Località : Madonna del Parè, Limana (BL), 474 m s.l.m. - 17/02/2009

- Calice: il calice è formato da tre piccole foglie cauline sessili. In realtà sono delle vere e proprie foglie bratteali che essendo appressate al fiore simulano un calice (probabilmente sono derivate da tre foglie cauline superiori normali riunite in verticillo che a poco a poco si sono appressate alla base del fiore). In effetti il calice vero e proprio è assente. Il colore di queste brattee è brunastro e sono pubescenti come lo scapo fiorale e la forma è più o meno ellittica. Questa parte assolve alla funzione protettiva tipica del calice nel perianzio delle Dicotiledoni. Dimensione delle foglie cauline: larghezza 3 – 6 mm; lunghezza 5 – 7 mm.

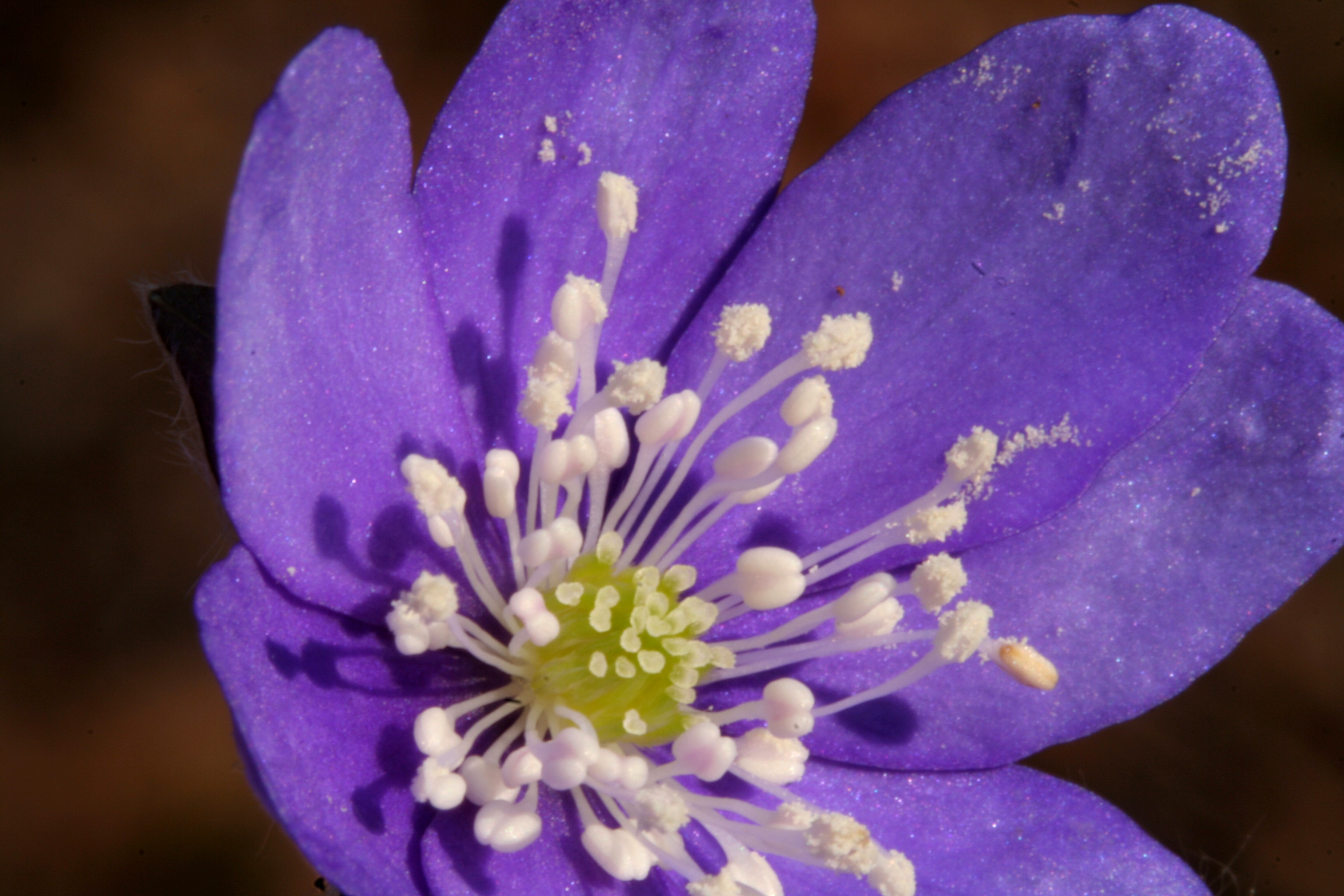
L'apparato riproduttivo
Località : Madonna del Parè, Limana (BL), 474 m s.l.m. - 17/02/2009

- Corolla: la corolla è dialipetala, formata da 6-10 petali (tepali petaloidi) ellittici (o ovoidali) arrotondati all'apice, di color lilla variabile verso il rosa e persino verso il bianco o più normalmente azzurro tendente al violaceo. Questa parte del perigonio assolve alla funzione vessillare e sono persistenti, mentre i nettari veri e propri sono assenti. Dimensione dei petali: larghezza 5 – 8 mm; lunghezza 10 – 16 mm.
- Androceo: gli stami sono numerosi e in disposizione spiralata e di colore biancastro. I filamenti sono filiformi e le antere sono bilobate a forma ellissoide, bianche con una venatura centrale rosata. Il polline, come in tutte le Dicotiledoni, è “tricolpato” (con tre aperture perpendicolari al piano equatoriale).
- Gineceo: anche i carpelli sono numerosi e spiralati formanti tutti un ovario supero (ovario “apocarpico” – ossia con carpelli liberi ). Questi si presentano verdi e con l'apice allungato e biancastro (lo stilo - il rostro nel frutto), quasi trasparente.
- Fioritura: il periodo di fioritura è assai breve, una settimana tra marzo (ma anche in febbraio) e maggio, a seconda della quota e della latitudine delle stazioni. Insieme ad altri fiori (primule, ellebori e farfare) annunciano la fine dell'inverno e l'inizio della primavera.
- Impollinazione: tramite farfalle (anche notturne) e api.

### Frutti

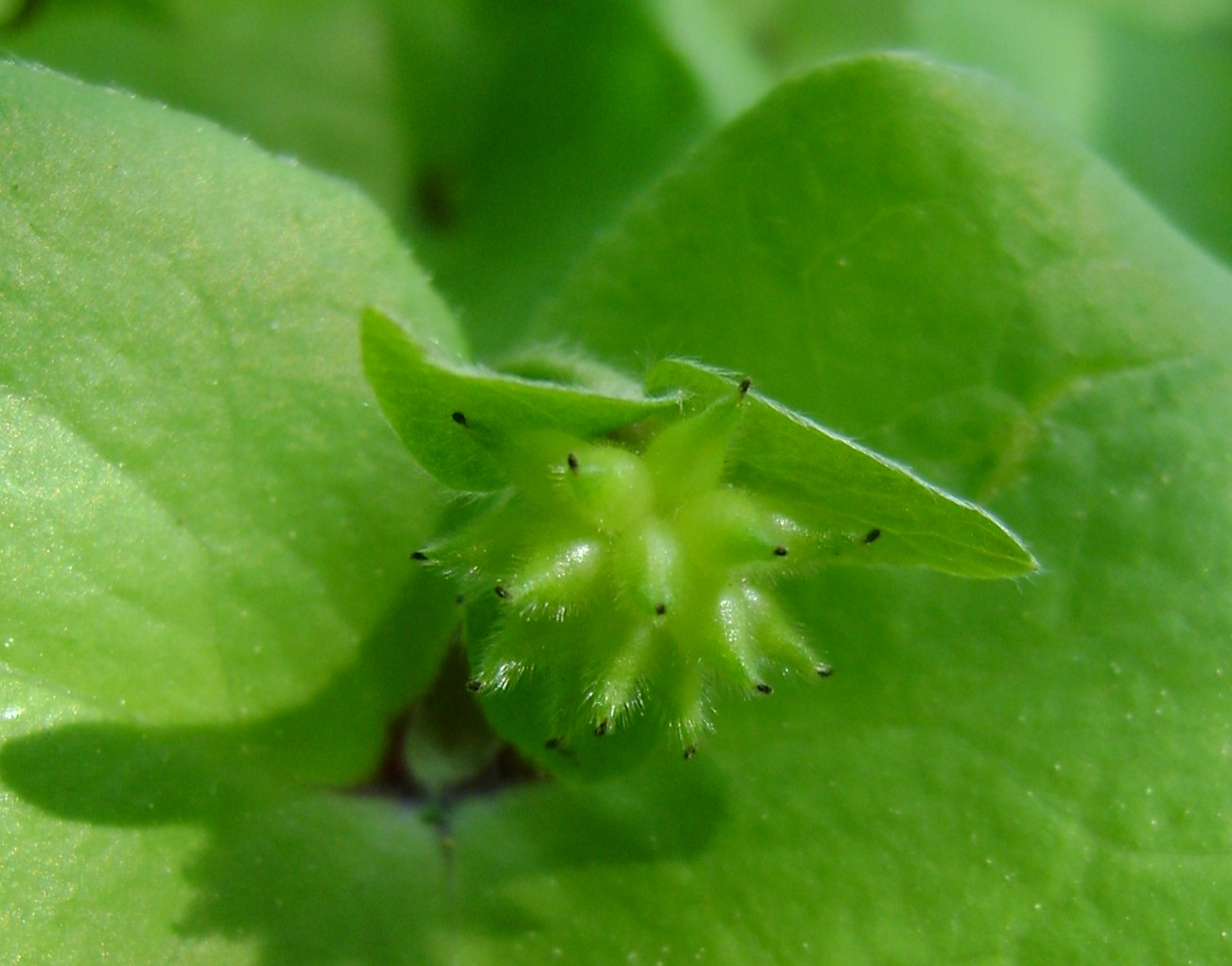
I frutti

I frutti (degli acheni non piumosi) sono degli aggregati di follicoli oblunghi pubescenti e rostrati (= stilo persistente terminale). I semi sono piccoli (con un minuto embrione) ma con abbondante endosperma.

## Distribuzione e habitat
- Geoelemento: il tipo corologico (area di origine) è Circumboreale o anche Europeo.
- Diffusione: è diffusa comunemente su tutto il territorio italiano ma in particolare sulle Prealpi; sono escluse le isole. È comune anche nel resto dell'Europa.
- Habitat: predilige suoli ricchi calcarei, anche se la specie non è considerata calcicola, infatti cresce anche su suoli moderatamente acidi; studi effettuati in Svezia hanno valutato una soglia di tolleranza all'acidità pari ad un pH 4, sotto il quale la specie non è presente. Tollera molto bene l'ombra (valore di Ellenberg per la luce uguale a 4), ma soprattutto in nord Europa è frequente anche in boschi semiaperti e prati alberati. In genere frequenta i boschi caducifogli o di aghifoglie, mentre nell'Appennino centrale si riscontra nei boschi di quercia e faggio. Il substrato preferito è calcareo o calcareo/siliceo con pH basico-neutro, bassi valori nutrizionali del terreno che deve essere secco.
- Diffusione altitudinale: sui rilievi queste piante si possono trovare dai 100 fino a 1000 m s.l.m. (raramente fino a 2000 m s.l.m.); frequentano quindi i seguenti piani vegetazionali: collinare, montano e subalpino.

## Fitosociologia
Dal punto di vista fitosociologico la specie di questa scheda appartiene alla seguente comunità vegetale:
Formazione : delle comunità forestali
Classe : Carpino-Fagetea sylvaticae

## Usi

### Farmacia
- Sostanze presenti: “anemonina”, “epatotrilobina” e saponina[8]
- Proprietà curative: l'Hepatica nobilis è una pianta da medicina famigliare, utilizzata soprattutto nelle valli alpine. Viene usata (sempre nella medicina popolare) come antispasmodica (attenua gli spasmi muscolari, e rilassa anche il sistema nervoso), antinevralgica (calma le infiammazioni di derivazione nervosa), diuretica (facilita il rilascio dell'urina) e sedativa (calma stati nervosi o dolorosi in eccesso)[4]. Comunque è una pianta velenosa in quanto è marcatamente rubefacente e contiene tra l'altro la “protoanemonina” (sostanza tossica per l'uomo) e varie saponine[9].
- Parti usate: foglie raccolte in primavera.

### Giardinaggio
Viene coltivata nelle zone in mezz'ombra dei giardini rocciosi e alpini. È utilizzata soprattutto per la sua precoce fioritura. Esistono delle varianti ornamentali (“cultivar”) a fiori doppi. Teme il caldo eccessivo ma non il freddo, mentre il terreno deve essere moderatamente umido. La moltiplicazione viene fatta per divisione dei rizomi (procedura comunque già impiegata dalla natura per generare spontaneamente nuove piante).

## Simbolismo
In Svezia il fiore, in versione gialloblu, è il simbolo del partito nazionalista dei Democratici Svedesi

## Galleria d'immagini

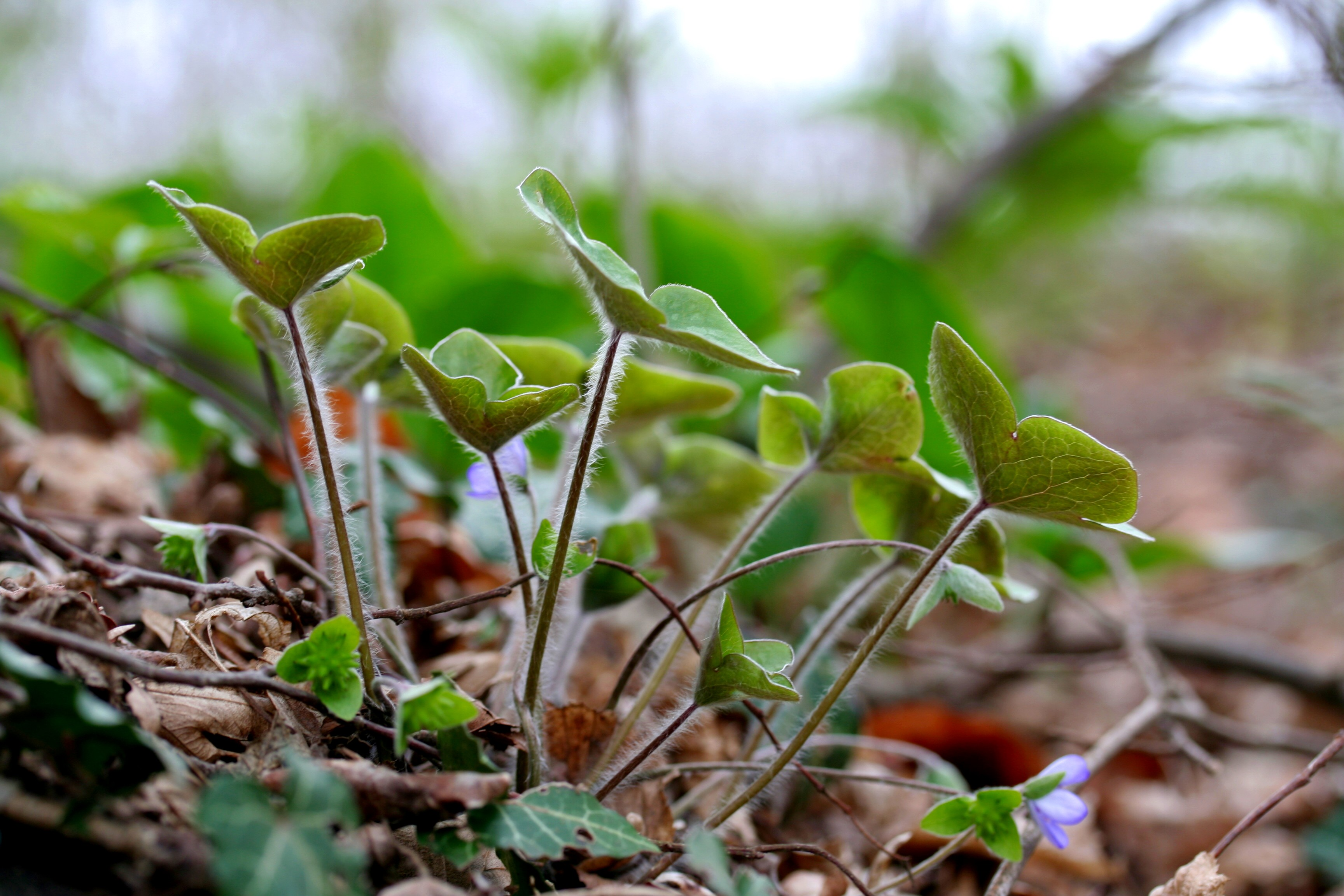
Località : Pasa, Sedico (BL), 356 m s.l.m. - 02/04/2008
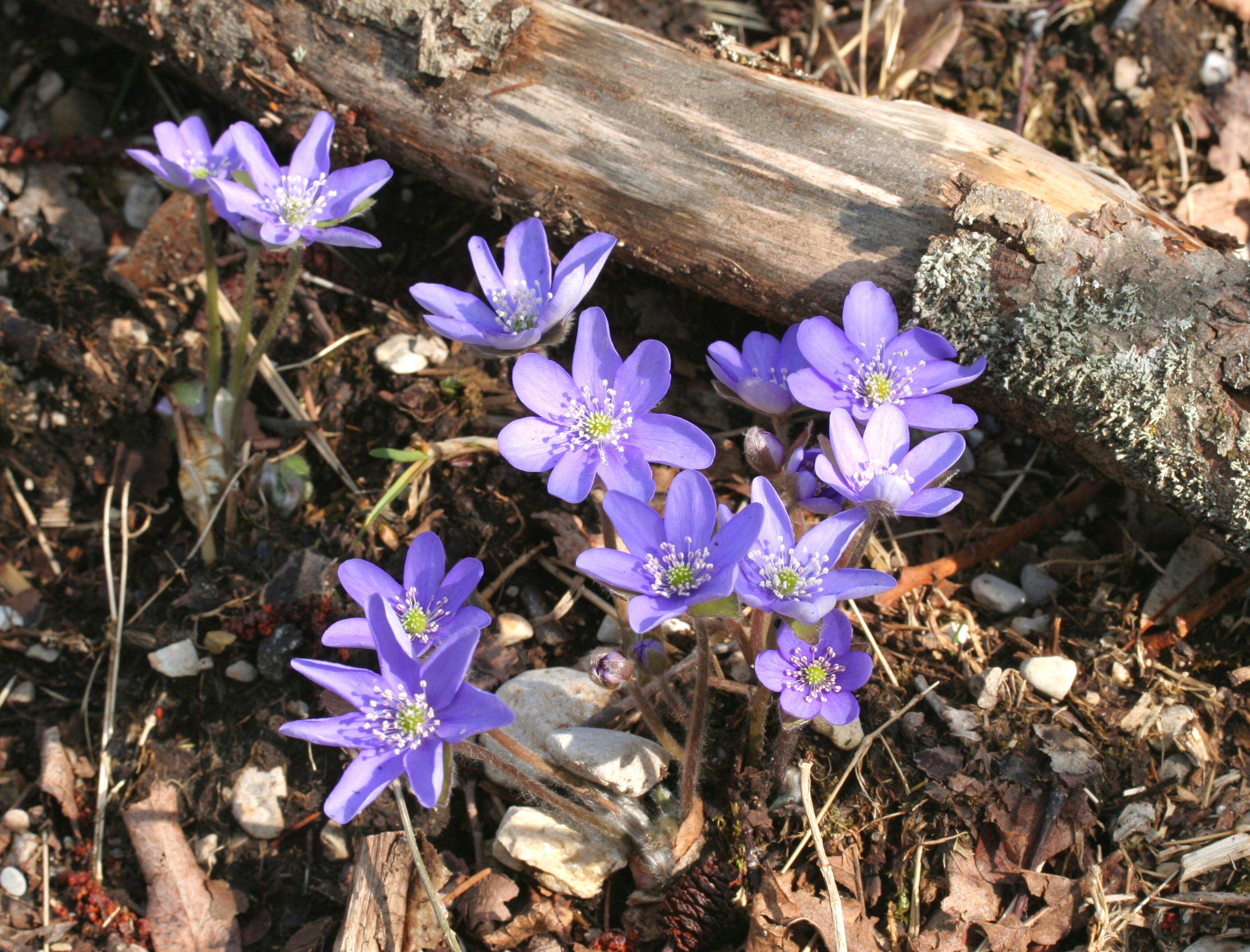
Località : Le Laste, Limana (BL), 661 m s.l.m. - 07/04/2009
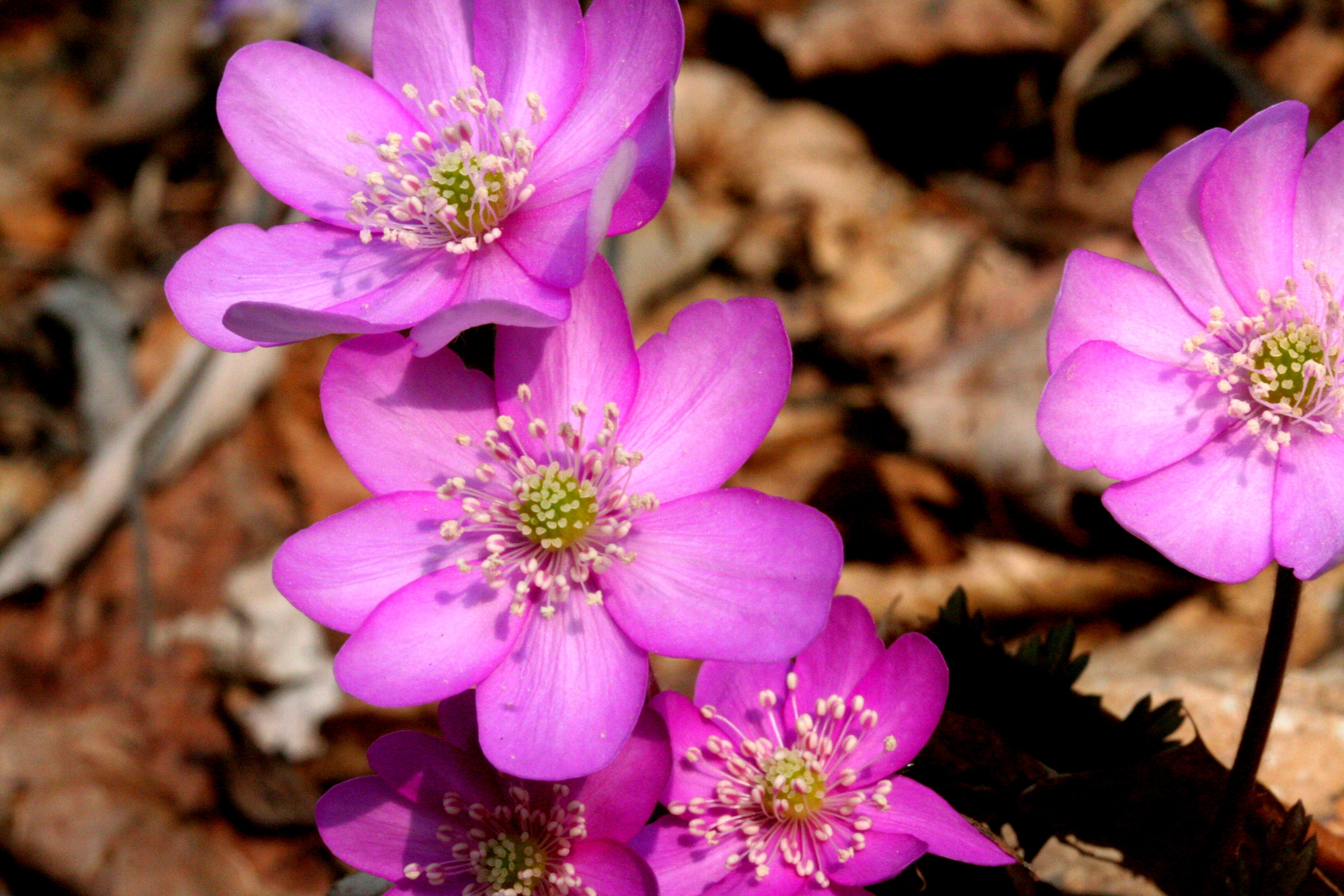
Località : Le Laste, Limana (BL), 661 m s.l.m. - 07/04/2009
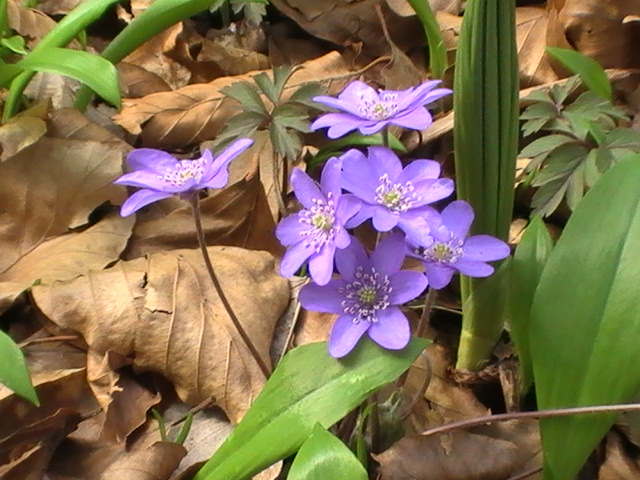
Località : Melere, Trichiana (BL), 843 m s.l.m – 06/04/2009
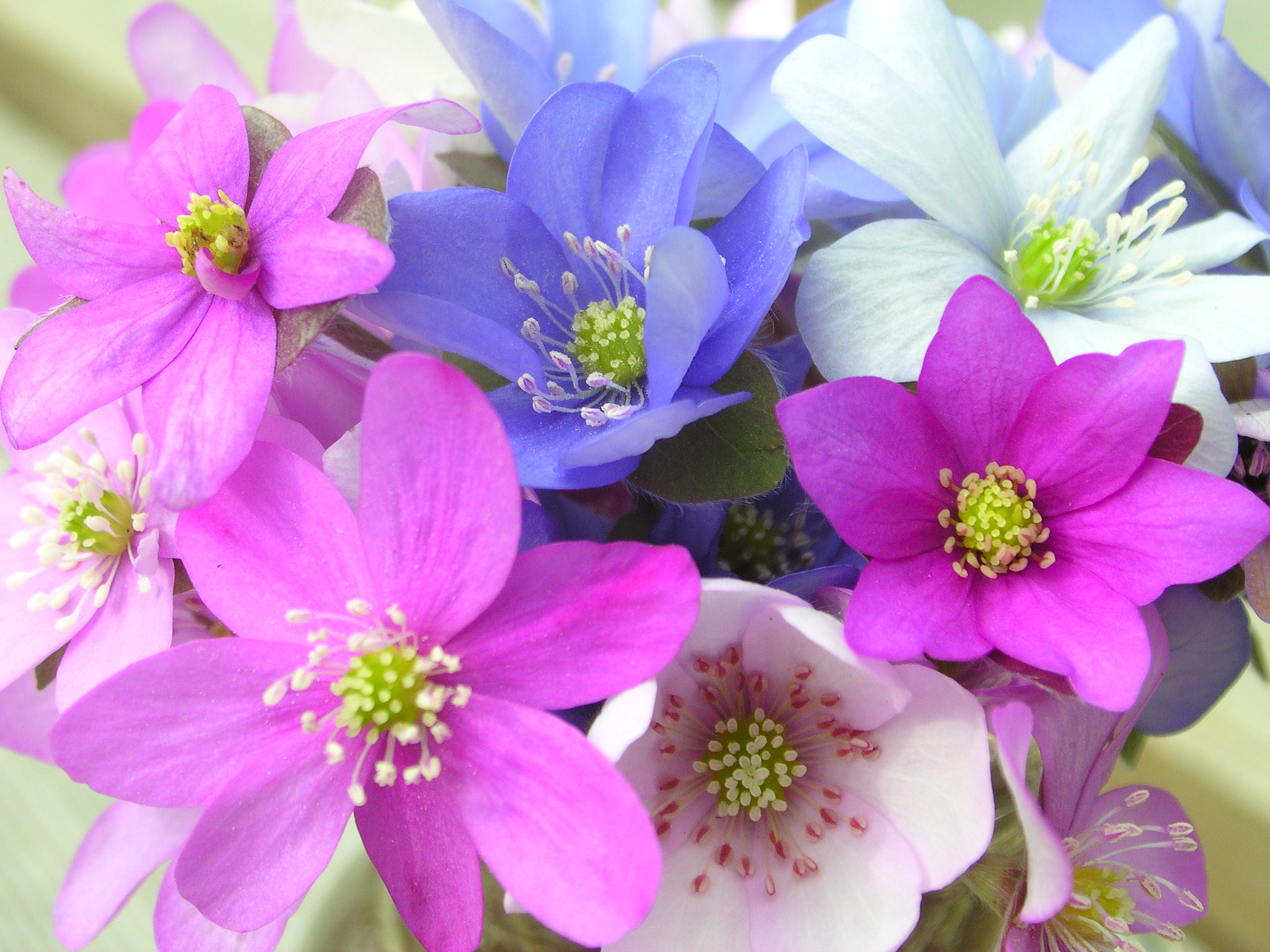
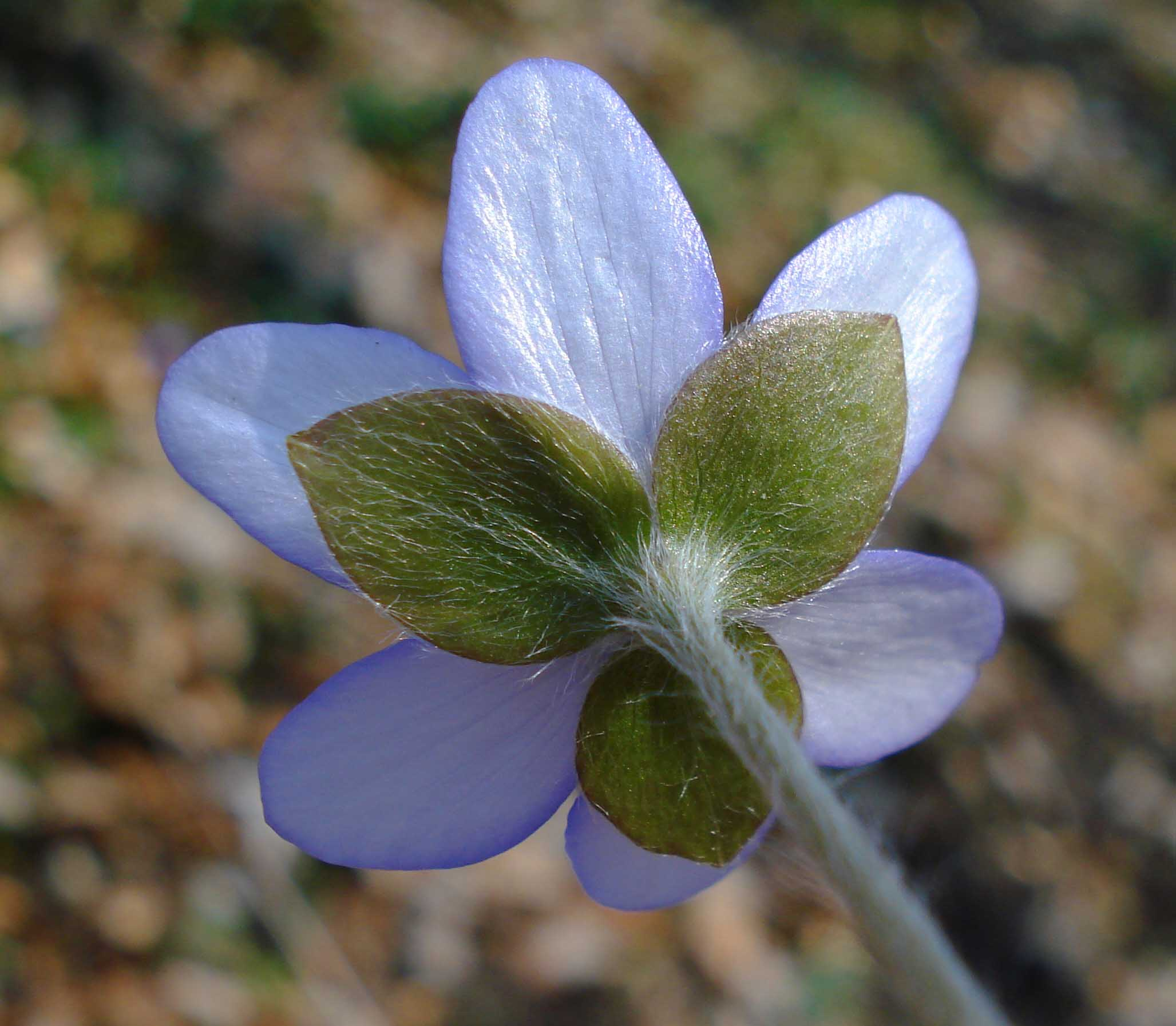
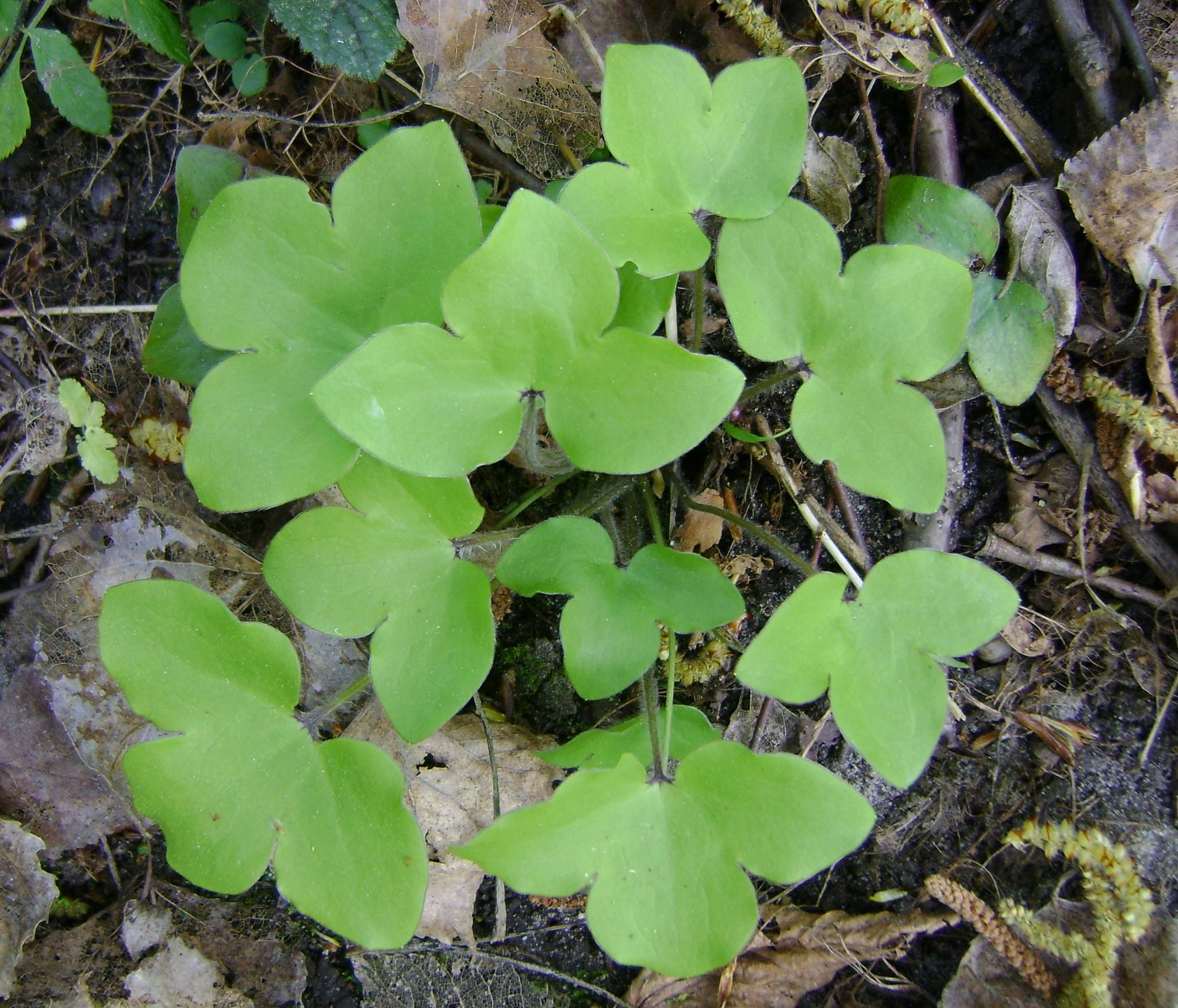
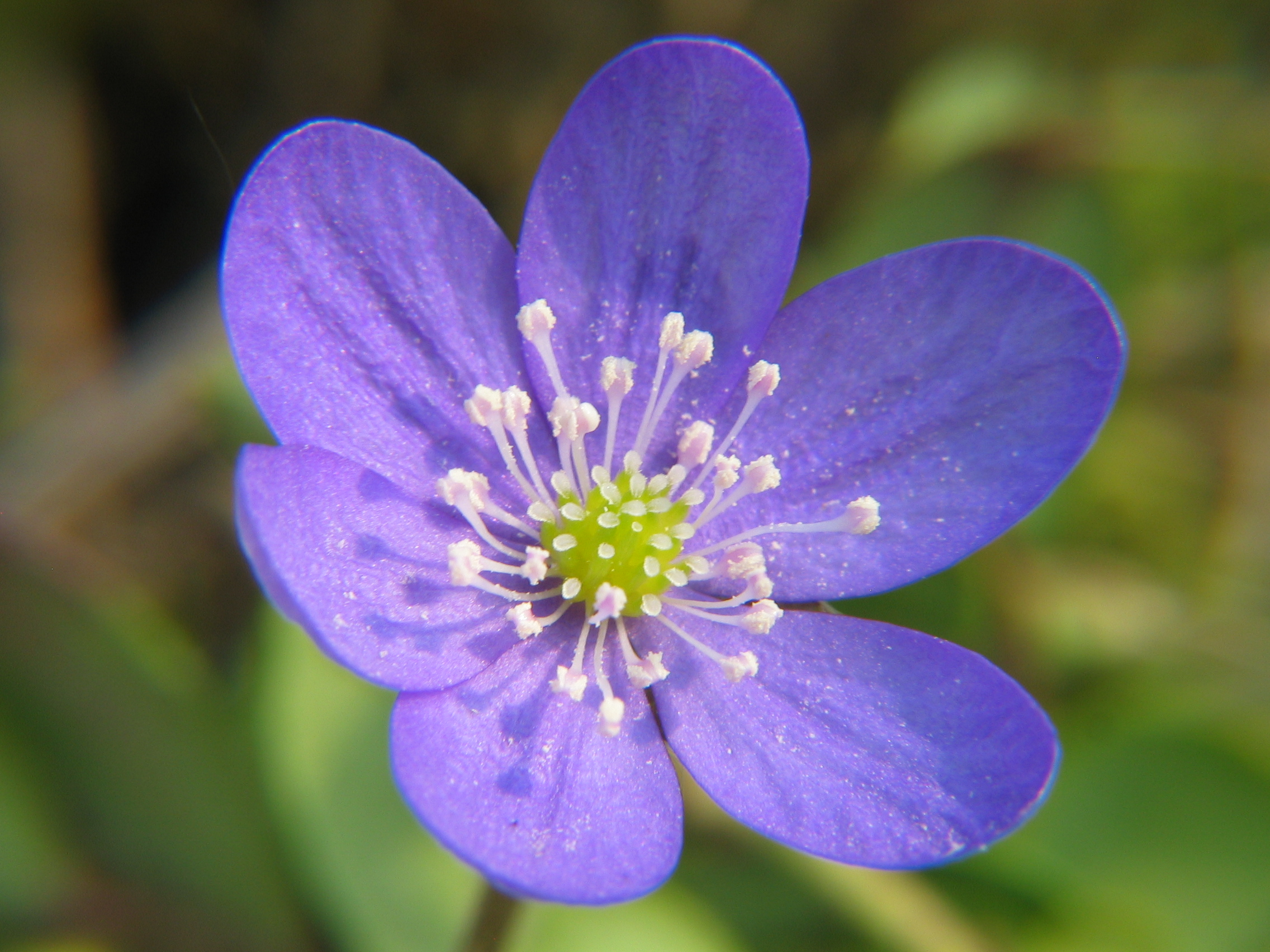